# La creatura (romanzo)
La creatura (Mister Creecher) è un romanzo horror per ragazzi, scritto da Chris Priestley nel 2010. È ambientato nella Londra del 1818.

## Trama
È il primo gennaio del 1818 a Londra e il romanzo si apre con il protagonista, gravemente malato che si appresta ad un appostamento fuori da una biblioteca con l'intenzione di aspettare che i proprietari escano da essa per poterli borseggiare. Si imbatte in un cadavere gigantesco a cui vorrebbe frugare nelle tasche in cerca di denaro quando viene sorpreso da tre uomini intenzionati a picchiarlo e mutilarlo. Il cadavere però si rianima e sbaraglia i tre uomini, caricandosi poi il ragazzo in spalla per portarlo in una soffitta dove poterlo curare dove si presenta come Cretur.
Cretur e Billy decidono di darsi una mano a vicenda per convenienza ma con il proseguire del romanzo stringono amicizia fino a quando decidono di lasciare la capitale inglese insieme e partire per un lungo viaggio verso nord, affrontando ladri di cadaveri, esperimenti scientifici, folle sanguinarie e amori impossibili, sulle tracce di uno scienziato che si diletta di arti oscure e che ha commesso un peccato orribile che non può essere perdonato e il cui nome è Victor Frankenstein.

## Personaggi principali
- Billy, (il protagonista e narratore della storia) è un ragazzino che vive per strada borseggiando. Ha quindici anni ma ne dimostra otto.
- Cretur, è un mostruoso gigante dalla forza incredibile